# 염재만
염재만(廉在萬, 1934년 8월 23일 - 1995년 12월 7일)은 대한민국의 소설가이다.

## 개요
호는 평곡(平谷)이며 본관은 파주이다. 제천금융조합, 경기도청, 수원상공회의소 등의 직장생활을 거친 후 1969년에 '반노(叛奴)'로 문단에 데뷔했다. 취미는 낚시, 바둑이었으며, 한국신문예협회, 한국소설가협회 등에 소속되어 있었다. 1995년 간암으로 사망했다.

## 약력
- 1953년 : 충주고등학교 졸업
- 1959년 : 서라벌예술대학교 문예창작과 졸업
- 1968년 : 문협 수원지부 이사
- 1969년 : '떡' 및 '반노'로 문단 데뷔
- 1971년 - 1975년 : E.I.E 이사
- 1975년 - 1985년 : 한진출판사 주간
- 1981년 - 1984년 : 문인협회 감사
- 1983년 : 제2회 신문예협회상 수상
- 1983년 - 1987년 : 국제펜클럽 한국본부 이사
- 1984년 : 문인협회 이사
- 1989년 : 소설가협회 사무국장
- 1990년 : '말뚝에 절하고'로 제27회 한국문학상 수상
- 1991년 : 소설가협회 상무이사
- 1992년 4월 : 한국신문예협회 부회장
- 1993년 : 한국문예학술저작협회 이사
- 1995년 : 제21회 한국소설문학상 수상

## 주요 작품

### 장편소설
- 반노(1969년)
- 느미(1978년)
- 바위병사(1982년)
- 죄인 오라 하실 때(1983년)
- 늑대와 달(1983년)
- 넝쿨(1984년)
- 목마른 아침(1989년)

### 소설집
- 엄나무 가시내(1979년)
- 칼춤(1987년)
- 말뚝에 절하고(1989년)

### 기타
- 마마 나를 잊지 마세요(번역, 원작 모리무라 세이이치, 1977년)
- 엄마없는 하늘아래(아동문학작품, 1979년)
- 당추동 사람들 중 "당추동의 스타들"(연작 중 일부, 1989년)

## 일화
'반노'가 출간되었을 당시 일부의 외설적 표현으로 기소되었다. 1심에서는 염재만에게 유죄 판결을 내렸고, 2심에서는 무죄로 판결이 뒤집혔다. 이 논란은 마지막으로 1975년에 3심 재판부가 작품 전체의 흐름상 자연스러운 표현임을 이유로 혐의 없음 처분하여 끝이 났다.

## 관련 인물

### 가족
- 배우자 : 조봉남(趙奉男)
  - 장남 : 염종영(廉鐘永)
  - 장녀 : 염정삼(廉丁三)
  - 차남 : 염종권(廉鍾權)

### 친분이 있는 문인
- 유재용
- 이문구